# Stazione di Visone
La stazione di Visone è una fermata ferroviaria della linea Acqui Terme–Ovada-Genova, tratto meridionale della linea storicamente denominata Asti-Genova, a servizio dell'omonimo comune.

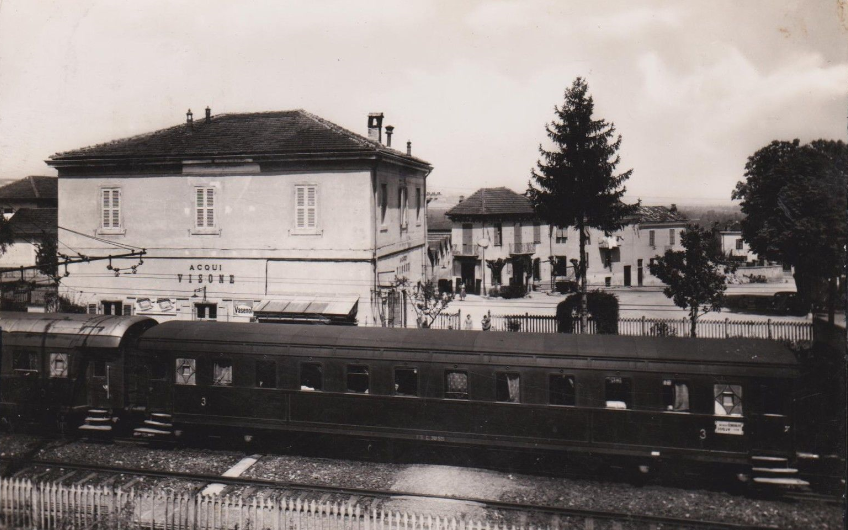
La stazione di Visone in una foto della fine degli anni '40, quando si chiamava Acqui Visone.

La fermata viene classificata dal gestore Rete Ferroviaria Italiana all'interno della categoria bronze.

## Storia
La stazione di Visone venne attivata il 18 giugno 1893, all'apertura del tronco da Asti a Ovada della ferrovia Asti-Genova.
Dal 1929 assunse la nuova denominazione di "Acqui Visone", a seguito della soppressione del comune di Visone e del suo accorpamento a quello di Acqui Terme, per poi riprendere il nome di "Visone" nel 1948, quando il comune di Visone è stato ripristinato come ente territoriale autonomo.
Successivamente venne trasformata in fermata.